# Hyphoraia immaculata
Hyphoraia immaculata är en fjärilsart som beskrevs av Gillmer 1905. Hyphoraia immaculata ingår i släktet Hyphoraia och familjen björnspinnare. Inga underarter finns listade i Catalogue of Life.